# Bathyporeia guilliamsoniana
Bathyporeia guilliamsoniana är en kräftdjursart som först beskrevs av Charles Spence Bate 1856.  Bathyporeia guilliamsoniana ingår i släktet Bathyporeia och familjen Pontoporeiidae. Arten är reproducerande i Sverige. Inga underarter finns listade i Catalogue of Life.